# Timeshift channel
Timeshift channel – sposób nadawania danego kanału telewizyjnego z określonym opóźnieniem czasowym w stosunku do prowadzonej transmisji na kanale podstawowym, którego program jest retransmitowany. Retransmisja sygnału nie odnosi się do zmiany strefy czasowej, lecz do retransmisji sygnału danego programu w czasie rzeczywistym. Sygnał retransmitowany jest zazwyczaj na dwa sposoby: 
- jako całkowite przesunięcie transmisji danego kanału razem z całą oprawą graficzną, zwiastunami oraz nadawanymi reklamami w danej stacji
- kanał z opóźnieniem czasowym posiada inną oprawę graficzną wraz z innymi przerywnikami programu (formalnie nadawane są dwa odrębne kanały z tą samą ramówką).

Obecnie w tej technologii nadawany jest kanał Canal+ 1, który emituje ramówkę Canal+ Premium z godzinnym opóźnieniem. 
W latach 2010–2012 nadawał kanał TVN HD+1 będący retransmisją kanału TVN HD, z godzinnym opóźnieniem (w 2011 roku w naziemnej telewizji cyfrowej na terenie Warszawy nadawał również jego odpowiednik TVN+1), nadawany w latach 2011–2013 kanał nPremium 2 nadawany z 2-godzinnym opóźnieniem, nadawany od 2005 roku Cinemax 2 (do 31.08.2016 kanał nadawał ten sam program co Cinemax, ale z 24-godzinnym opóźnieniem), oraz nadawany w latach 2010–2016 TVS HD+1 nadający z godzinnym opóźnieniem względem TVS i TVS HD.  